# Улица Радищева (Ульяновск)
У́лица Ради́щева — улица в Ленинском районе Ульяновска, проходящая с центра на север города. Начинается на перекрёстке бульвара Пластова и улицы Спасской и заканчивается на стыке с улицей Докучаева. Названа в честь Александра Радищева, российского прозаика, поэта, философа. Ранее носила название Мартыновая.

## История улицы
Улица Радищева до 1918 года имела много названий. Одно из них — Мартыновая. Авторы «Симбирских улиц» приводят две гипотезы происхождения топонима. Одна из гипотез связана с чайками. Раньше «мартынами» или «мартышками» называли чаек, а их в этих местах было очень много. Другая версия — более приземленная — название дано по фамилии некоего Мартынова, который, возможно, имел лавку на этой улице.
В 1954 году по улице прошла первая линия Ульяновского трамвая и было открыто первое трамвайное депо (ныне Северное трамвайное депо).
В последние полтора десятилетия улица стала претерпевать серьёзные изменения. Постепенно сносятся старинные деревянные дома и строятся новые здания торговых центров и офисов, а также новые жилые дома.

## Примечательные здания и сооружения
- Здание кинозала «Люмьер» и «УльяновскКинофонд».
- Северное трамвайное депо.
- Филиал РАНХиГС.
- Центр микрохирургии глаза.
- Бывшие здания Ульяновского высшего военного инженерного училища связи им. Г. К. Орджоникидзе (закрыто в 2008 году).
- Ульяновский областной клинический кожно-венерологический диспансер.
- Медицинский центр "Медгард-Ульяновск".
- Ульяновский городской лицей при УлГТУ (бывшая средняя школа N 4).
- Банк Венец.
- Свято Воскресенско-Германовский кафедральный собор (здание конца XVIII века, до 2007 года принадлежало Ульяновскому областному архиву, переулок Гоголя).
- Здание швейной фабрики "Элегант" (бывшая швейная фабрика № 5, ведущая свою историю с 1936 года) и торгового центра "Энтерра".
- Здание ремесленного училища М. В. Лебедева (открыто в 1914 году, ныне Управление Федеральной миграционной службы по Ульяновской области).
- Доходный дом мещанина И. П. Фуфайкина (был построен в 1912 году по проекту П. Курочкина).
- Ульяновская областная детская клиническая больница им. Ю. Ф. Горячева (была открыта в 1996 году).
- Министерство сельского, лесного и рыбного хозяйства Ульяновской области.
- Дом Советов (был построен в 1980-е годы, ныне Законодательное собрание Ульяновской области).
- Дом-теремок (дом купца Бокоунина, построенный по проекту Ф. О. Ливчака в 1916 году; ныне ресторан и музей первого губернатора Ульяновской области Ю. Ф. Горячева).
- Управление министерства юстиции РФ по Ульяновской области (здание начала 20 века).
- Дом с мезонином (Радищева, 2; построено в 1865 году).
- Перинатальный центр «Мама».

## Памятники
- Памятник пребыванию Московской патриархии в Ульяновске в годы Великой Отечественной войны[2][3][4].

## Транспорт

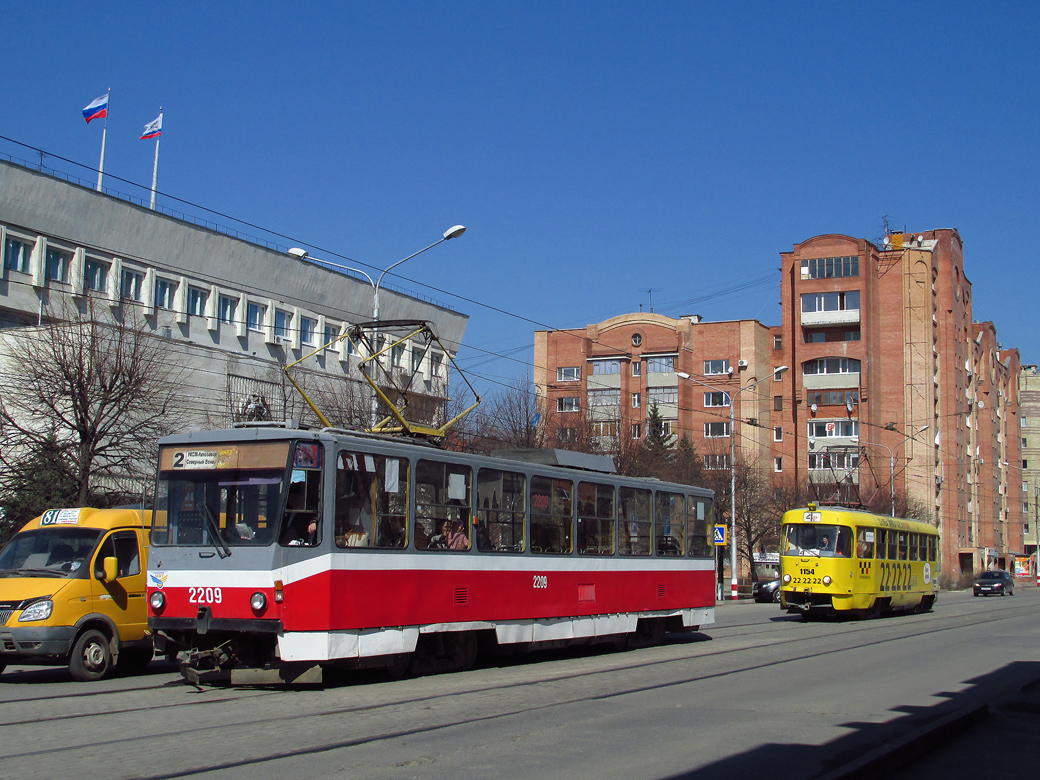
Трамваи у Дома Советов

Трамвай (маршруты 2, 4, 22) и маршрутные такси (10 маршрутов).

## Примыкают улицы
- Улица Докучаева
- Улица Тимирязева
- Симбирская улица
- Новгородская улица
- Улица Тухачевского
- Переулок Радищева
- Переулок Гоголя
- Улица Рылеева
- Красногвардейская улица

## Галерея

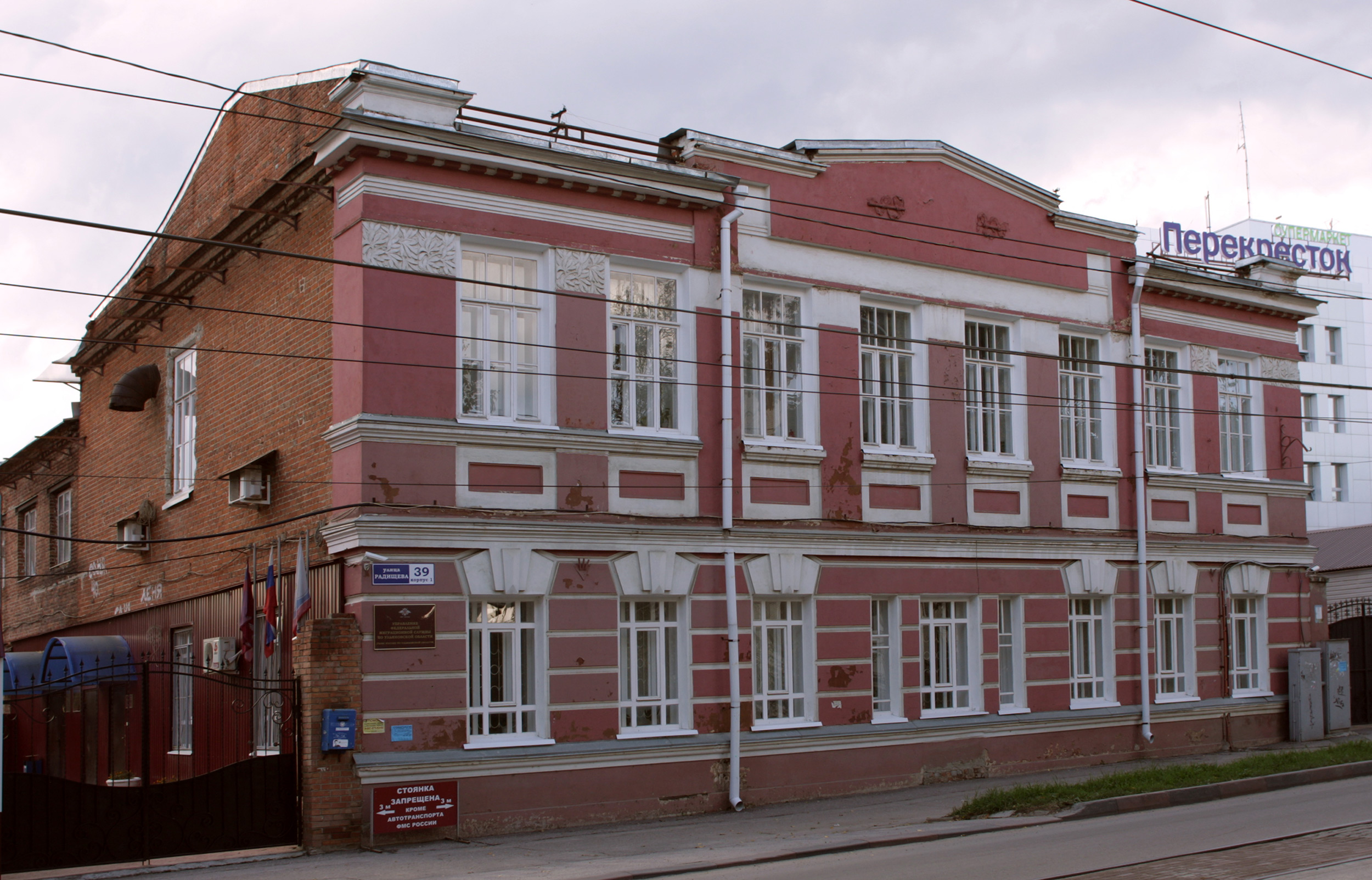
Здание ремесленного училища, построено в 1914 г. на средства мещанина М. В. Лебедева
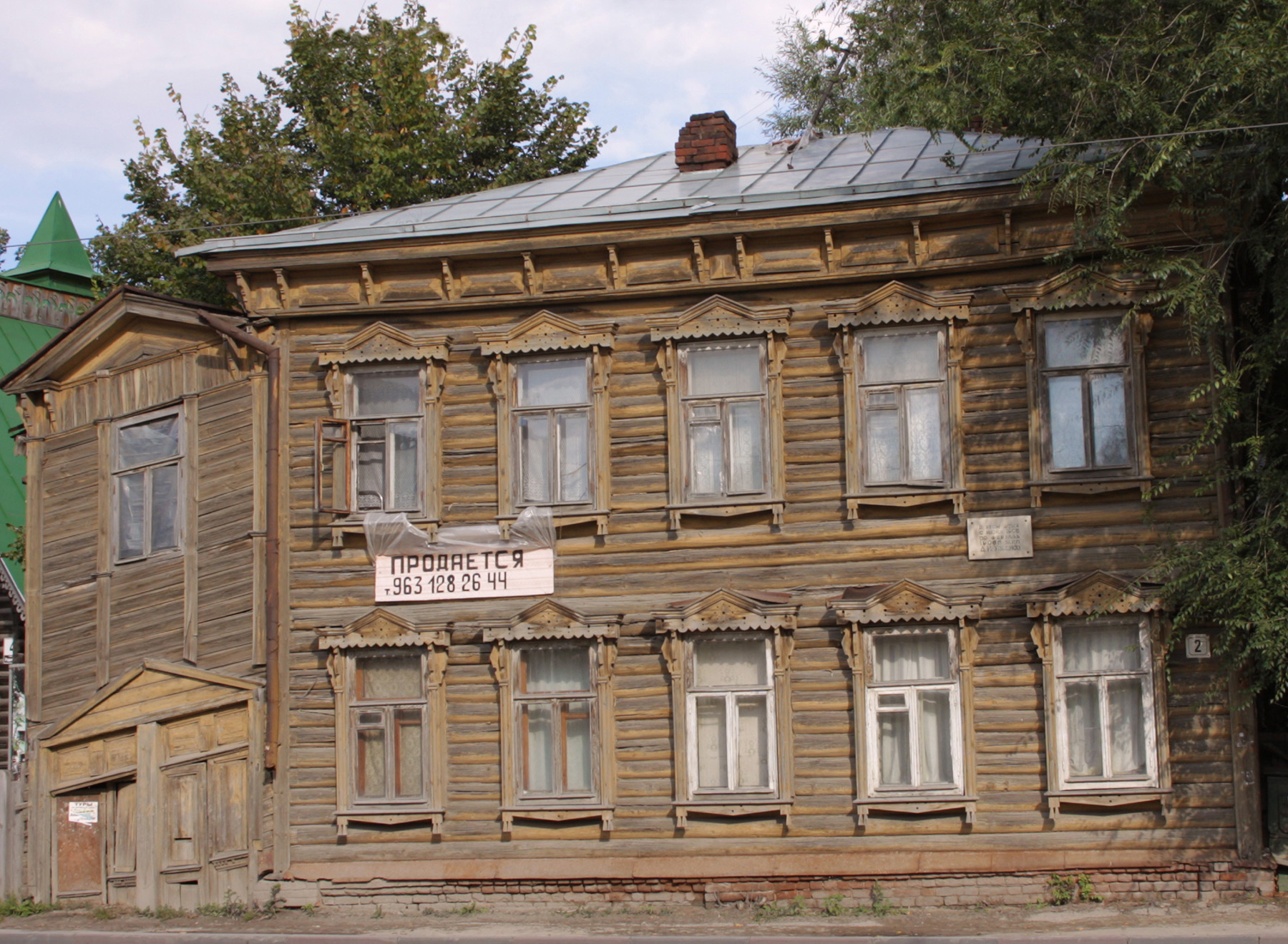
Дом И.Х. Харитонова, в котором в 1905—1906 годах жил Ульянов Д. И.
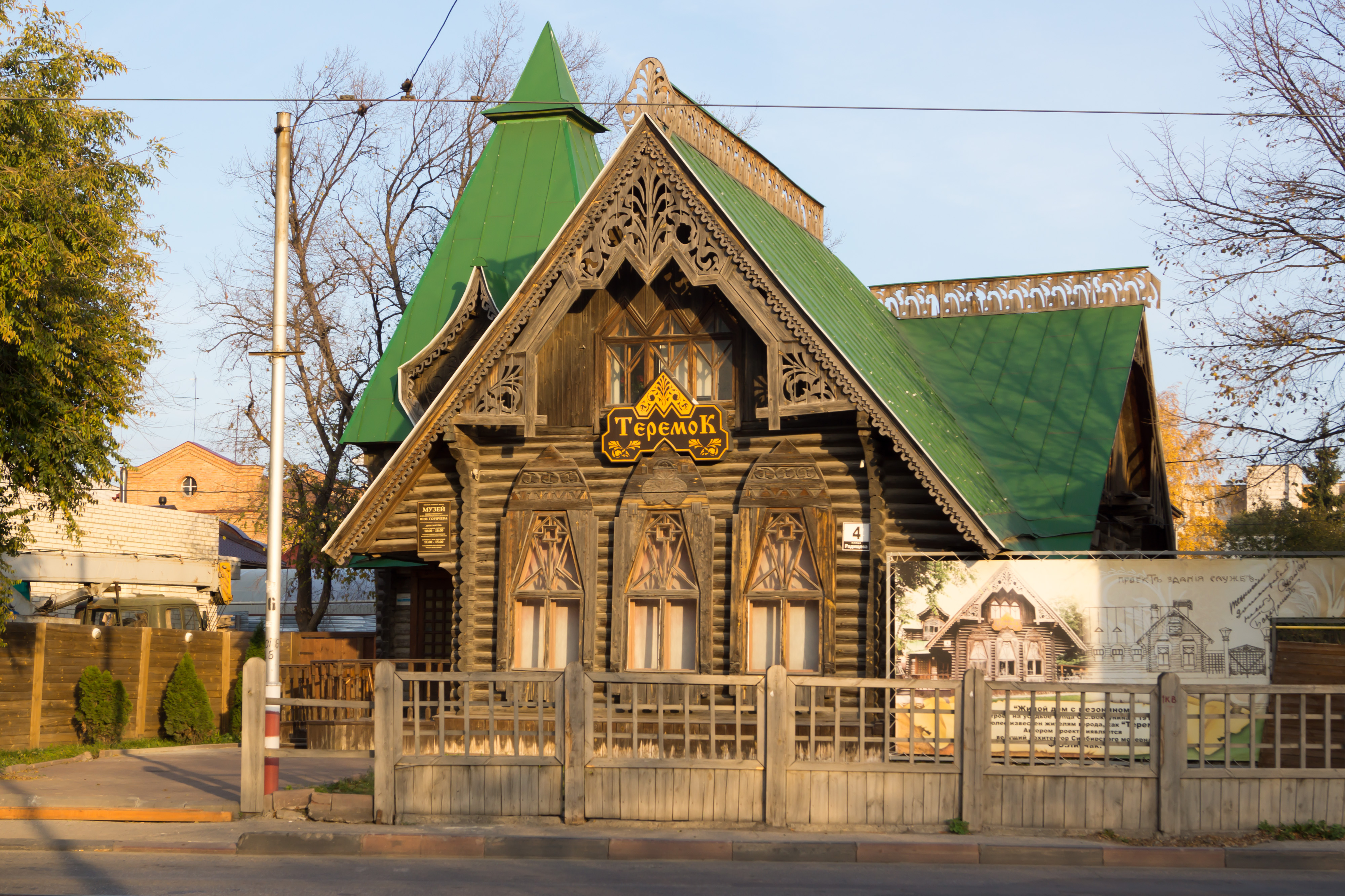
Дом-теремок (особняк купца Бокоунина)
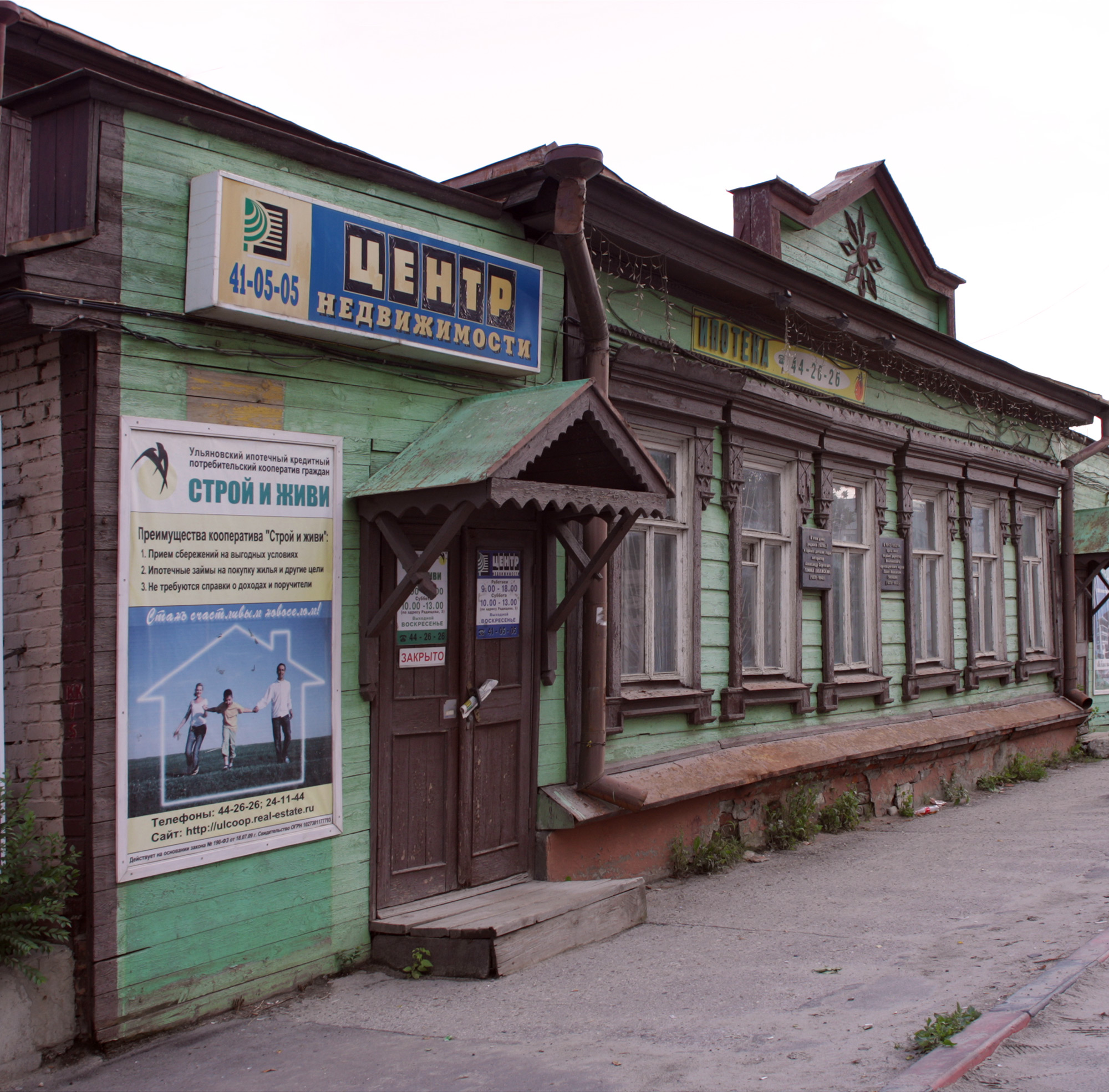
Городская усадьба купца Ховрина
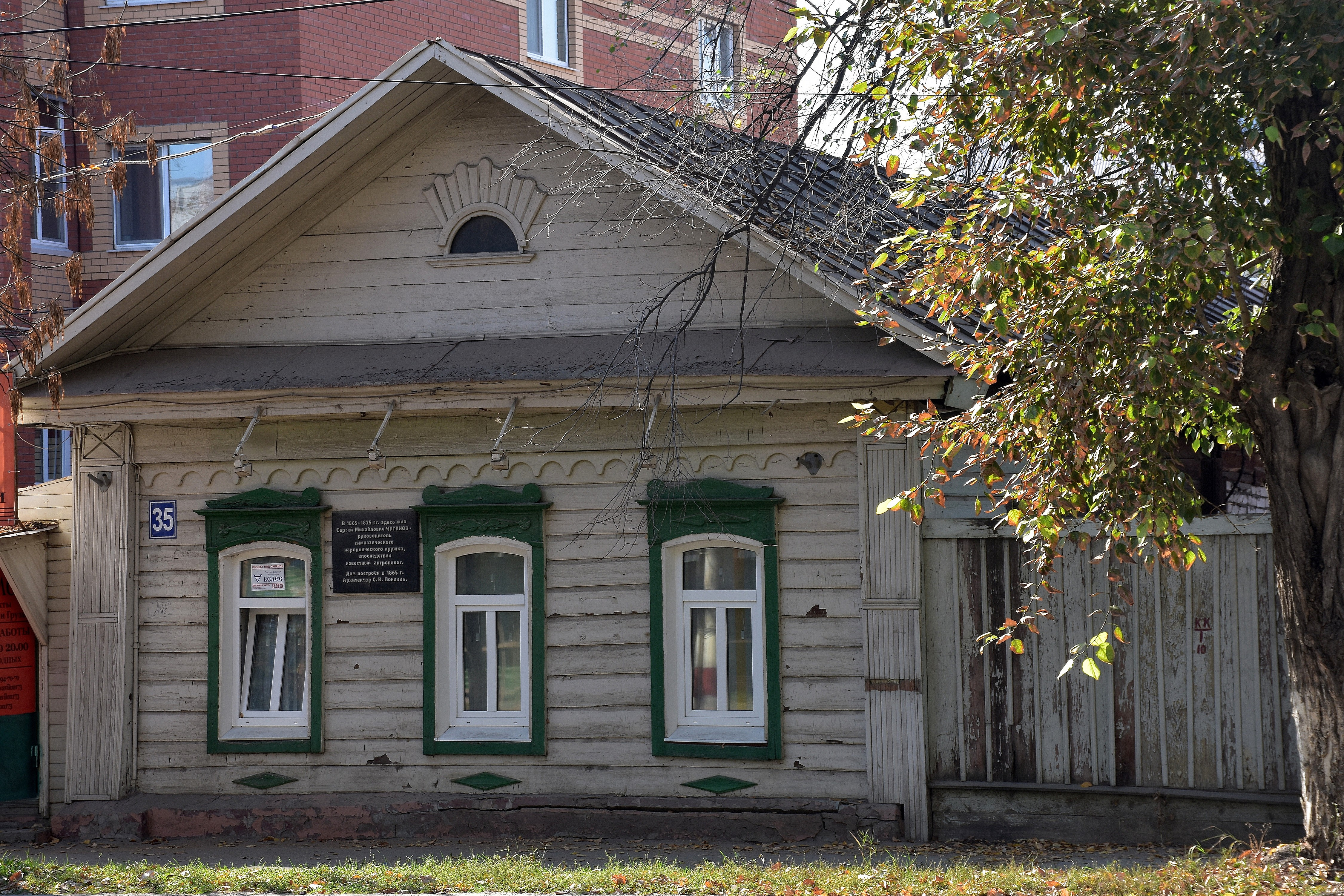
Дом, в котором жил народник Чугунов С.М. и бывал Ульянов А.И.
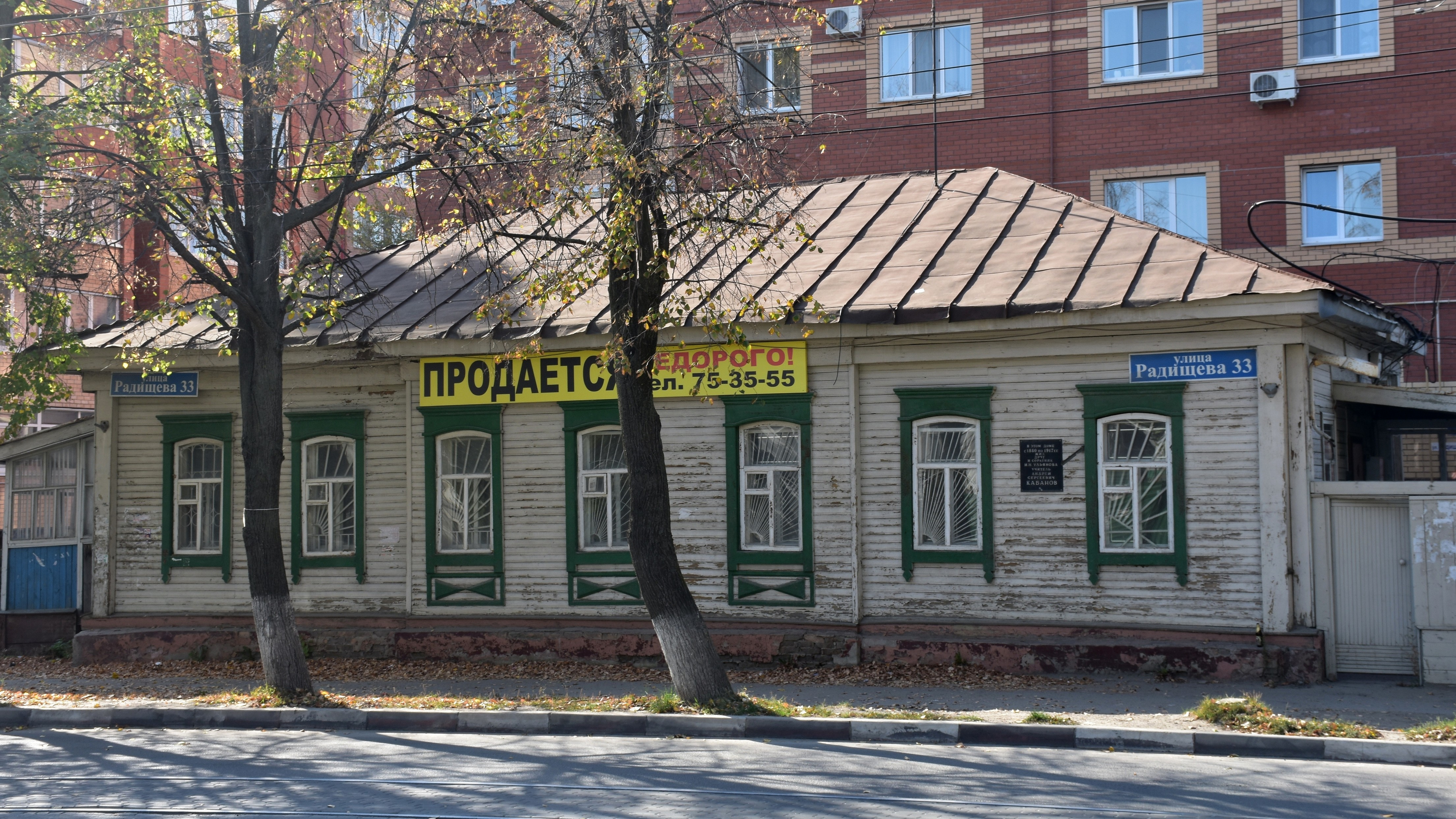
Дом, где помещалась частная школа, которую посещал Ульянов И.Н. Здесь жил его ученик и соратник, учитель Д.И. Ульянова Кабанов А.С.
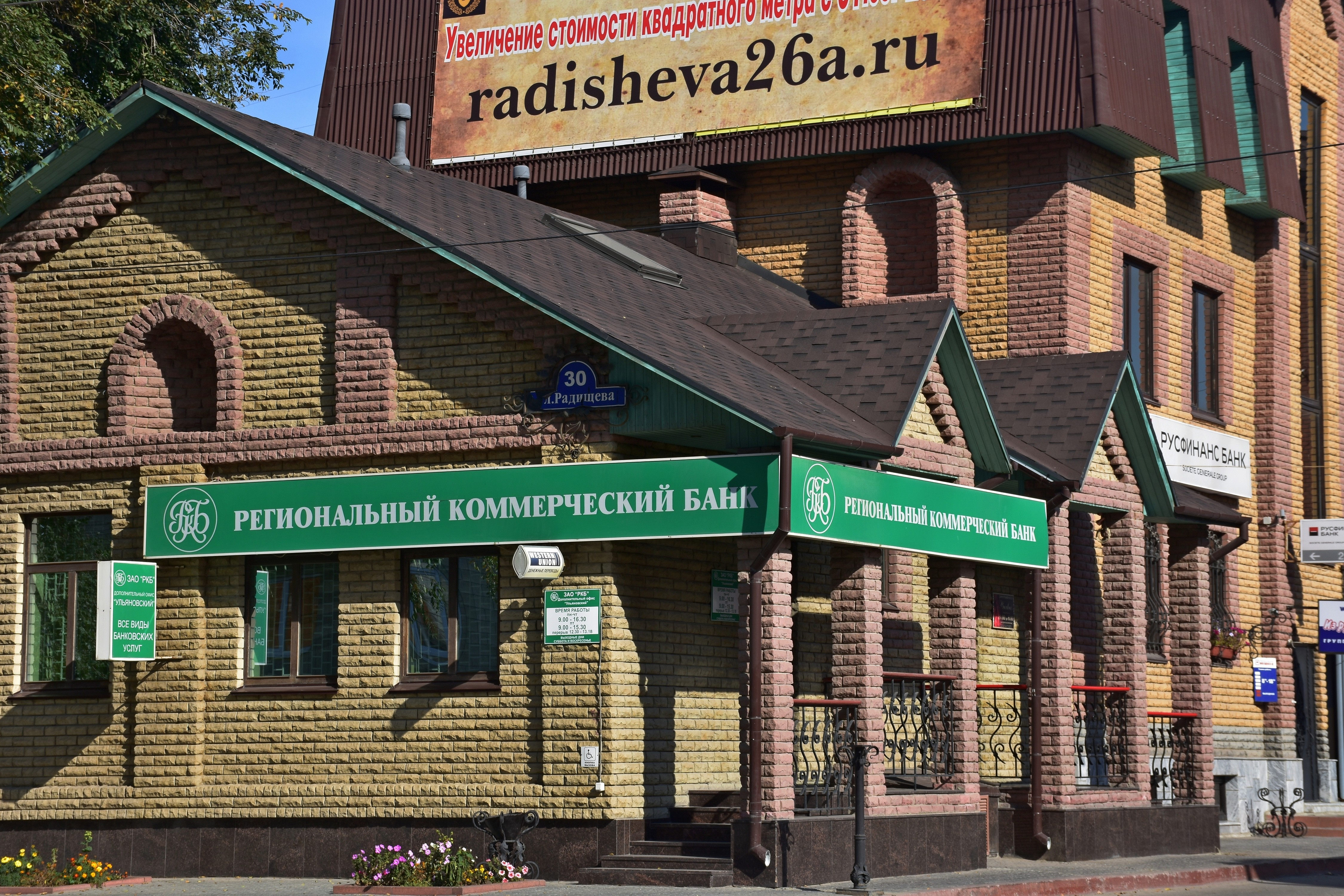
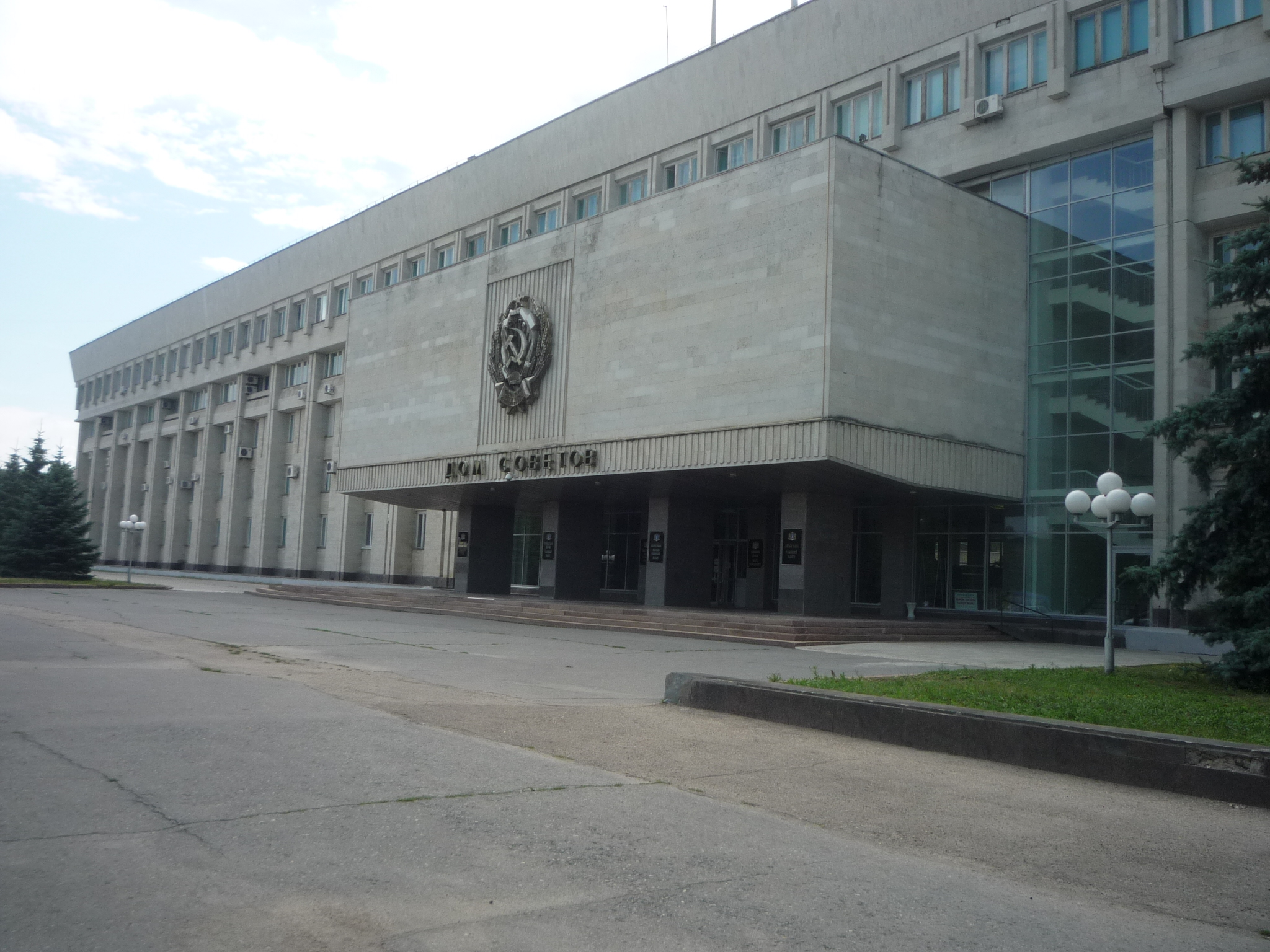
Дом Советов (Ныне Законодательное собрание Ульяновской области)
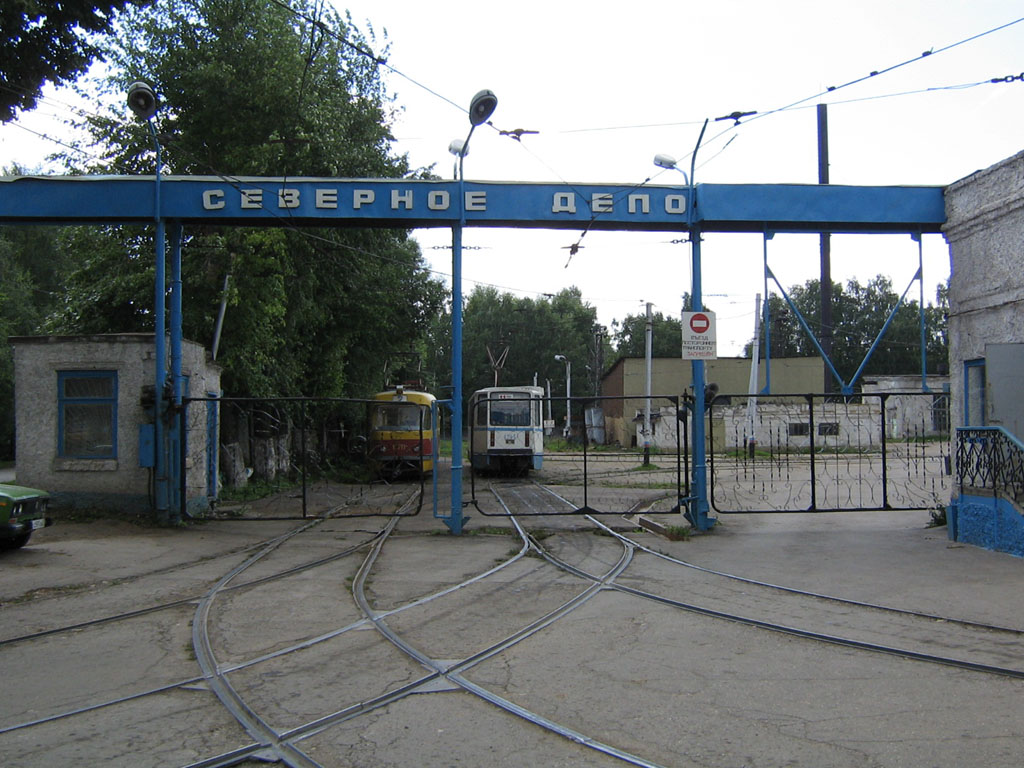
Северный трамвайный парк
Памятный знак в память о Святейшем Патриархе Сергии.
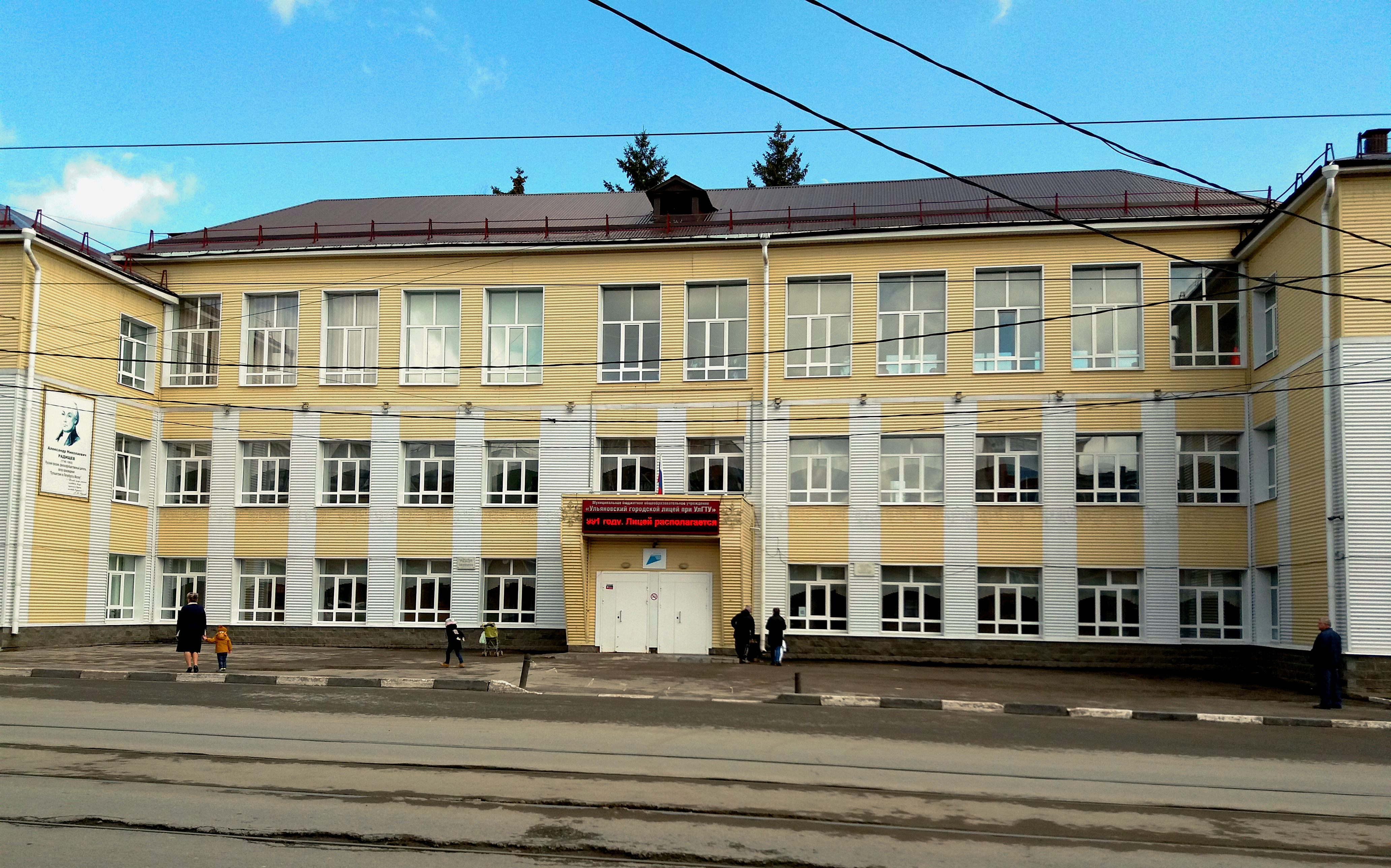
Лицей при УлГТУ (бывшая СШ № 4).
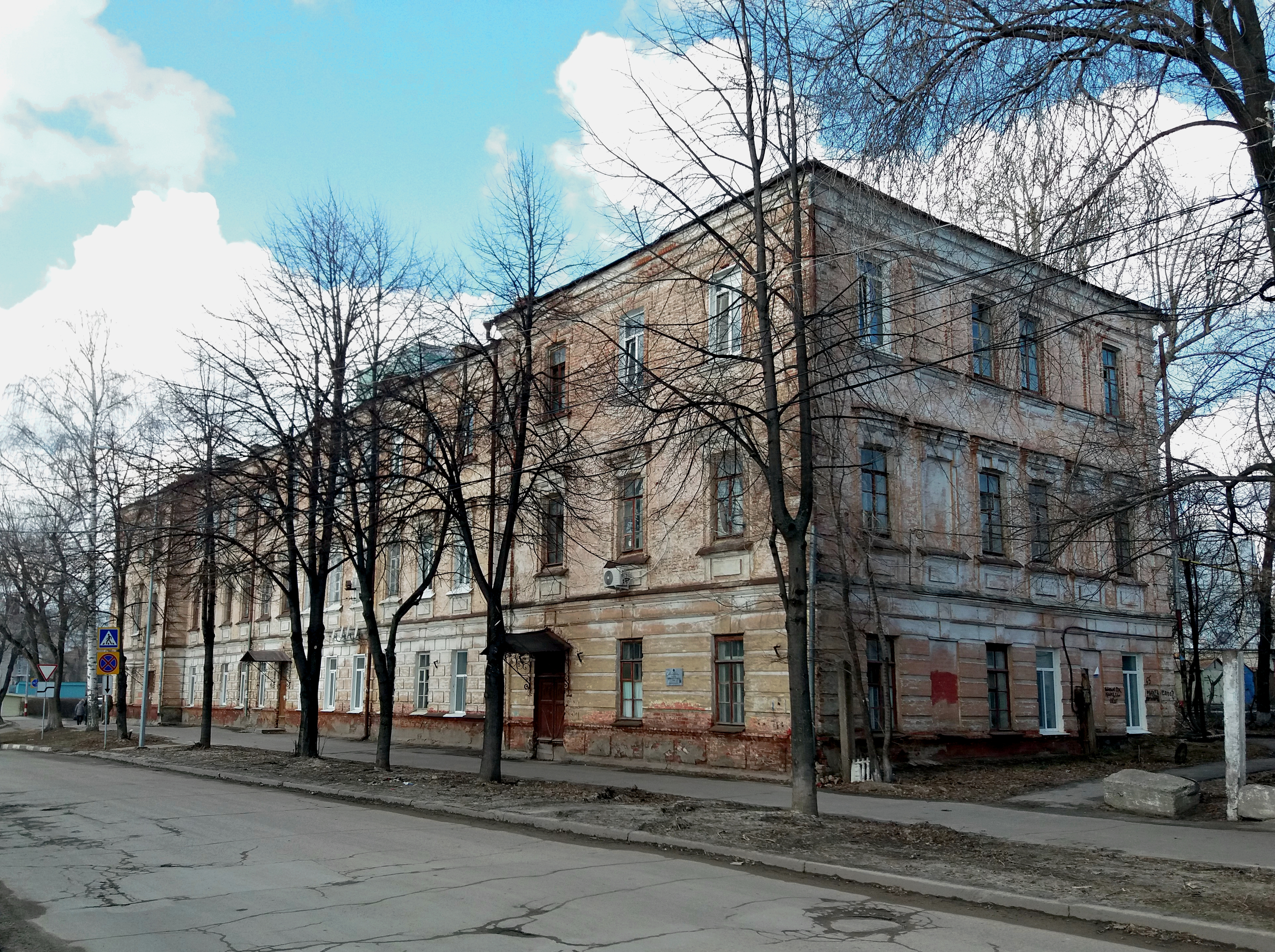
Бывшая Ленкоранская казарма.